# 中和街
中和街原名府前街、大街、解放街，是安徽省黄山市歙县县城徽城镇的主要商业街，东西走向，西到西门，向东经徽州府衙、阳和门（东谯楼）、许国石坊、打箍井街、小北街、大北街、新南街、中山巷、斗山街，止于东门，接城东路。两侧建筑大多建于清代和民国时期，徽派风格。
2008年10月，歙县政府启动中和街古街区保护工程，学习屯溪老街的经验，对许国石坊以东至德胜门，全长约434米的中和街，按照“修旧如旧”原则进行改造，建筑风格以民国时期风格为主，恢复了一些老字号品牌商店，计划将其打造为中国历史文化名街。
每周六晚18：30—20：30，中和街西段的府衙广场开设徽州古城非遗夜市，售卖传统工艺、古玩旧货、文创产品、美食小吃等。
中和街沿街有若干文物保护单位:
- 徽州府衙，安徽省文物保护单位
- 东谯楼，安徽省文物保护单位
- 许国石坊,全国重点文物保护单位
- 中和街钟楼，歙县文物保护单位
- 集和堂药店，歙县文物保护单位